# 2号航站楼駅 (合肥市)
2号航站楼駅（2ごうこうたんろう-えき）は中華人民共和国安徽省合肥市肥西県に位置する合肥軌道交通S1号線の駅。
合肥新橋国際空港の第2ターミナルに併設が予定されている。

## 駅周辺
- 合肥新橋国際空港第2ターミナル(未開業)